# میترسیل
میترسیل (به آلمانی: Mittersill) یک شهر در اتریش است که در ناحیه تسل آم زه واقع شده‌است. میترسیل ۱۳۲٫۰۳ کیلومتر مربع مساحت دارد ۷۹۰ متر بالاتر از سطح دریا واقع شده‌است.

## خواهرخوانده
شهر تریچزیمو خواهرخواندهٔ میترسیل هست.